# RWDD2B
RWDD2B‏ (RWD domain containing 2B) هوَ بروتين يُشَفر بواسطة جين RWDD2B في الإنسان.